# Gedächtnishemmung
Als Gedächtnishemmung bezeichnet man in der Lernpsychologie den Effekt, dass Schwierigkeiten, sich einen Lernstoff einzuprägen, unter anderem mit Ereignissen zusammenhängen können, die vor oder nach dem Lernen stattgefunden haben. Der österreichische Psychologe Hubert Rohracher (1963) unterschied folgende Formen von Gedächtnishemmungen:
1. retroaktive Hemmung (rückwirkende Hemmung): Das Lernen und Behalten eines zuerst gelernten Stoffes wird durch Lernstoffe, die später eingeübt werden, behindert. Dies lässt sich besonders dann beobachten, wenn der zweite Lerninhalt mit dem ersten Lerninhalt Ähnlichkeiten aufweist. Beispielsweise wird eine Telefonnummer leicht vergessen, wenn man sich eine andere Telefonnummer merkt.
2. proaktive Hemmung (vorauswirkende Hemmung): Ein unmittelbar vorhergehender Lernprozess beeinträchtigt das Lernen darauffolgender Inhalte.
3. Ähnlichkeitshemmung (Ranschburgsche Hemmung): Störende Interferenzen zwischen zwei Lernprozessen sind besonders stark, wenn sich die Lernstoffe inhaltlich ähnlich sind.
4. assoziative Hemmung (reproduktive Hemmung): Gedächtnisinhalte, die bereits mit anderen assoziiert sind, lassen sich schwerer mit neuen Inhalten verbinden, als wenn dies nicht der Fall ist.
5. ekphorische Hemmung (Erinnerungshemmung): Die Wiedergabe eines früher gelernten Materials wird negativ beeinflusst, wenn kurz vor der Reproduktion neuer Stoff gelernt wird.
6. affektive Hemmung: Treten zwischen Einprägung und Wiedergabe eines Lernstoffs starke affektive Erregungen auf (z. B. ein Streit), so beeinträchtigt dies die Wiedergabe der gelernten Inhalte.